# Tyreke Evans
Tyreke Evans (ur. 19 września 1989 w Chester) – amerykański koszykarz występujący na pozycjach rzucającego obrońcy lub niskiego skrzydłowego. 
Po debiutanckim sezonie został wyróżniony tytułem Debiutanta Roku. 5 lipca 2013 została ogłoszona wymiana pomiędzy Portland Trail Blazers, Sacramento Kings oraz New Orleans Pelicans, dzięki której Evans trafił do zespołu z Nowego Orleanu.

## Początki kariery
Tyreke Evans uczęszczał do szkoły średniej American Christian Academy w Aston w Pensylwaniii. Jego gra już wtedy została doceniona i zauważona przez szerszą publikę, czego dowodem było porównywanie Evansa do gwiazdy NBA - Tracy'ego McGrady'ego. Koszykarz udowodnił swój talent zostając wybranym najlepszym graczem McDonald’s All-American Game. W 2008 wystąpił w meczu wschodzących gwiazd - Nike Hoop Summit. Po tych wydarzeniach Evans postanowił kontynuować swoją naukę i karierę koszykarską na University of Texas.

## NBA
W drafcie NBA 2009 Evans trafił z numerem 4. do zespołu Sacramento Kings.
Został wybrany Debiutantem Miesiąca za listopad, zdobywając w nim 18,8 punktu, 5 zbiórek i 4,7 asyst na mecz.
Jest także czwartym debiutantem w historii, który zdobywał średnio 20 punktów, 5 zbiórek i 5 asyst na mecz. Wcześniej dokonali tego Oscar Robertson, Michael Jordan i LeBron James. 
Podczas Weekendu Gwiazd 2010 wziął udział w Rookie Challenge, w którym zdobył 26 punktów, 5 asyst, 6 zbiórek i 5 przechwytów oraz został wybrany MVP spotkania.
20 lutego 2017 w wyniku transferu trafił do Sacramento Kings. 9 lipca 2017 został zawodnikiem Memphis Grizzlies.
6 lipca 2018 podpisał umowę z Indianą Pacers.
23 marca 2022 został zwolniony przez Wisconsin Herd.

## Osiągnięcia
Stan na 25 marca 2022, na podstawie, o ile nie zaznaczono inaczej.
NCAA
- Uczestnik rozgrywek Sweet 16 turnieju NCAA (2009)
- Mistrz:
  - turnieju konferencji USA (2009)
  - sezonu regularnego konferencji USA (2009)
- Najlepszy pierwszoroczny gracz:
  - NCAA według USBWA (2009)[9]
  - konferencji USA  (2009)
- MVP turnieju konferencji USA (2009)
- Zaliczony do:
  - I składu:
    - USA (2009)
    - turnieju:
      - konferencji USA (2009)
      - Puerto Rico Tip-Off Classic (2009)

    - pierwszoroczniaków konferencji USA (2009)

NBA
- MVP meczu Rising Stars Challenge (2010)
- Debiutant Roku NBA (2010)[10]
- Uczestnik Rising Stars Challenge (2010, 2011)
- Zaliczony do I składu debiutantów NBA (2010)[11]
- Debiutant miesiąca (listopad, grudzień 2009)